# 台湾野梨
台湾野梨（学名：Pyrus taiwanensis）为蔷薇科梨属下的一个种。

## 扩展阅读
- 維基物種上的相關：台湾野梨